# Veikko Heinonen
Veikko Heinonen (ur. 4 października 1934 w Lahti, zm. 4 listopada 2015) – fiński skoczek narciarski, srebrny medalista mistrzostw świata w Falun (1954) na dużej skoczni.